# Zupa rumfordzka

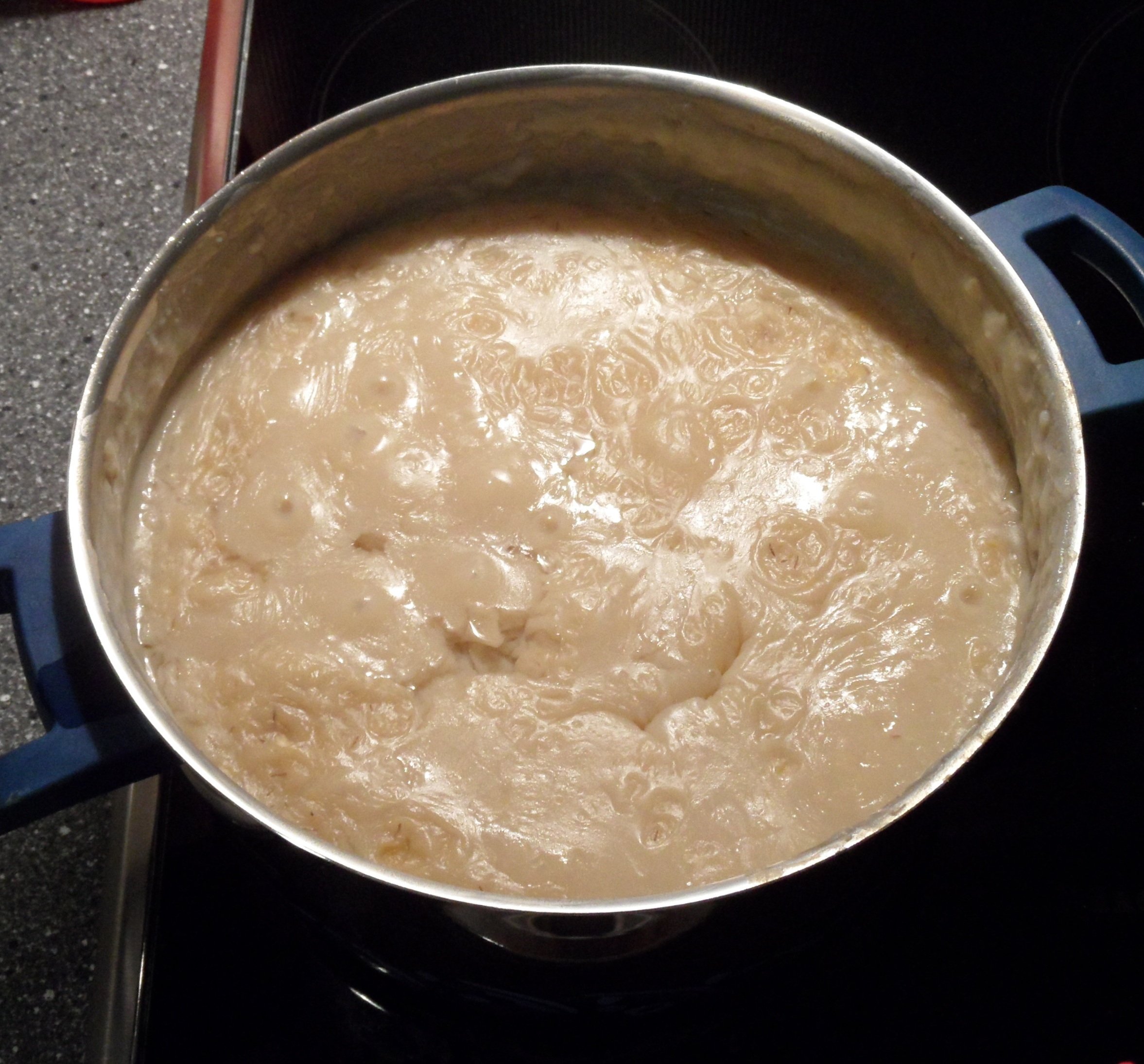
Zupa rumfordzka

Zupa rumfordzka – zupa przygotowywana na wywarze z kości, tłuszczu zwierzęcego lub skór wieprzowych z dodatkiem ziemniaków, kasz i sezonowych warzyw.
Nazwa pochodzi od Benjamina Thompsona hr. Rumforda, brytyjskiego działacza społecznego i wynalazcy usprawnień w sposobach ogrzewania, oświetlenia i wyżywienia.
Zupa jest połączeniem krupniku i grochowej, powinna być gęsta, a także wysokokaloryczna, aby jak najniższym kosztem zaspokoić głód i dodać sił do pracy fizycznej. Fasola lub groch muszą być rozgotowane, a następnie dodaje się pokrojone w kostkę ziemniaki, kaszę lub ryż i warzywa.
Na ziemiach polskich zupa ta pojawiła się na początku XIX wieku i była przygotowywana przez organizacje społeczno-charytatywne, prowadzące kuchnie dla ubogich i bezdomnych. W Warszawie działało Towarzystwo Zupy Rumfordzkiej, które żywiło od 120 do 250 osób dziennie; utrzymywało się ono z dobrowolnych datków i darowizn.